# Palle Krag
Palle Krag (født 6. juli 1657, død 20. juli 1723 på Katholm) var en dansk officer, godsejer og stiftamtmand.

## Militær karriere

### Den Skånske Krig
Han var søn af gehejmeråd Erik Krag. Efter meget ung at være blevet kammerjunker og premierløjtnant i Livregimentet (Fodgarden) fulgte han sin frænde og chef, generalløjtnant Niels Rosenkrantz, da denne 29. juni 1676 som første mand satte foden på Skånes grund; 2. juli blev han såret for Helsingborg; 4. december udmærkede han sig særlig i slaget ved Lund; 26. juni 1677 såredes han atter ved den mislykkede storm på Malmø.
Efter freden blev han stående i Livregimentet, indtil han 1682 med oberstløjtnants rang trådte over i Drabantgarden. Da denne 1685 udvidedes til seks kompagnier, fik Krag et af disse og blev oberst, men endnu samme år kontramanderedes denne udvidelse, og Krag kom på ventepenge. Han rejste nu til Ungarn for at overvære krigen mellem de kejserlige og tyrkerne. Ved hans hjemkomst 1687 var det bestemt, at der i stedet for de spredte garnisonskompagnier i det søndenfjeldske Norge skulle oprettes et hvervet regiment, og Krag blev så stillet i spidsen for dette, men vendte 1690 tilbage til Danmark for at tage kommandoen over Prins Frederiks (fra 1699 Prins Christians) Regiment.

### Den Store Nordiske Krig
Under felttoget i Hertugdømmerne 1700 blev Krag, der bl.a. med stor bravour anførte stormkolonnen ved Frederiksstads indtagelse 13. april, udnævnt til brigader, 1703 til generalmajor, hvornæst han fratrådte regimentet, 1709 til Hvid Ridder, 1710 til generalløjtnant. De følgende år deltog han i felttogene i Nordtyskland og udmærkede sig navnlig i slaget ved Gadebusch 20. december 1712 ved de anstrengelser, han gjorde for at afværge nederlaget. Da Magnus Stenbock derefter truede Danmark, fik Krag kommandoen i Fredericia. Faren var dog snart overstået, og Krag tog så endnu 1713 af helbredshensyn sin afsked af krigstjenesten, hvorefter han udnævntes til gehejmeråd og stiftamtmand over Viborg Stift. I denne stilling virkede han i ti år indtil sin død, 20. juli 1723 på Katholm.

## Godsejer
Også som godsejer var Palle Krag knyttet til Jylland. Han havde 1689 købt Katholm og var samme år kommet i besiddelse af Mejlgård, Østergård m.m. ved ægteskab (8. oktober) med fru Helle Trolle (10. juli 1657 - 26. oktober 1722), datter af Norges statholder Niels Trolle og enke efter Iver Juul baron Høg (død 1683). Hun fik, da hendes eneste søn, Niels Trolle baron Høg, døde (1700), usus fructus af Baroniet Høegholm i sin levetid. Hun havde intet godt lov som godsbesidderinde. 
Krag er begravet i Ålsø Kirke. Der findes et portrætmaleri (Det Nationalhistoriske Museum på Frederiksborg Slot), efter dette en kopi (Gammel Estrup, tidligere på Katholm).